# Rüdiger Abramczik
Rüdiger Abramczik (18 de febrero de 1956, Gelsenkirchen), es un exfutbolista alemán, actualmente ejerce de entrenador. Se desempeñaba como extremo y fue internacional con Alemania Occidental en 19 ocasiones.
Debutó el 27 de abril de 1977 contra Irlanda del Norte con victoria de 5 a 0.
Fue subcampeón de la liga alemana en 1977 con el FC Schalke 04.

## Trayectoria

### Jugador
| Club                | País             | Año       | Partidos | Goles |
| FC Schalke 04       | Alemania Federal | 1973-1980 | 198      | 44    |
| Borussia Dortmund   | Alemania Federal | 1980-1983 | 90       | 30    |
| 1. FC Nürnberg      | Alemania Federal | 1983-1984 | 24       | 3     |
| Galatasaray SK      | Turquía          | 1984-1985 | 30       | 9     |
| Rot-Weiß Oberhausen | Alemania Federal | 1985-1987 | 47       | 9     |
| FC Schalke 04       | Alemania Federal | 1987-1988 | 4        | 0     |
| Wormatia Worms      | Alemania Federal | 1988-1989 | 9        | 5     |
| FC Gütersloch       | Alemania         | 1989-1991 | ¿?       | ¿?    |

### Entrenador
| Club                  | País     | Año       |
| --------------------- | -------- | --------- |
| 1. FC Saarbrücken     | Alemania | 1992-1993 |
| Antalyaspor           | Turquía  | 1999-2000 |
| PFC Levski Sofía      | Bulgaria | 2001      |
| FC Kärnten            | Austria  | 2002-2003 |
| FK Liepājas Metalurgs | Letonia  | 2008-2010 |

## Goles como internacional
| 1. | 18 de junio de 1978   | Estadio Chateau Carreras, Córdoba, Argentina | Países Bajos   | 1 – 0 | 2-2 | Mundial 1978 |
| 2. | 11 de octubre de 1978 | Letná Stadion, Zlín, Checoslovaquia          | Checoslovaquia | 1 – 0 | 4-3 | Amistoso     |